# Cecil Brown
Cecil Brown, född 14 september 1907, död 25 oktober 1987, var en amerikansk journalist och radioreporter.
Brown kom efter en snabb karriär som tidningsman till Europa, där han med Paris som huvudkvarter arbetade för olika tidningar. 1940 blev han radioreporter för CBS och lämnade under ofta mycket riskabla förhållanden även för amerikanska krigsledningen värdefulla rapporter från olika krigsskådeplatser och hotade områden. Berömdast blev hans rapport från Prince of Wales 10 december 1941 omedelbart innan och medan detta och slagskeppet Repulse sänktes av japanerna. Sina upplevelser under de första krigsåren skildrade han i Suez to Singapore (1943). Även efter kriget fortsatte Brown att vara en av USA:s mest uppmärksammade tidnings- och radiomän.